# FKS Stal Mielec
Stal Mielec (offiziell Fabryczny Klub Sportowy Stal Mielec) ist ein polnischer Fußball- und Sportverein in der Stadt Mielec im Südosten des Landes. Gegründet wurde er am 10. April 1939 unter dem Namen KS PZL Mielec. Die traditionellen Klubfarben sind weiß-blau. Stal Mielec ist zweimaliger polnischer Meister. Der Club trägt seine Heimspiele im Stadion Miejski im. Grzegorza Lato (auch bekannt als Stadion Stali Mielec) aus, das 6.864 Zuschauer fasst. Der Präsident des Vereins ist Jacek Klimek und der Trainer ist Kamil Kieres.
Nachdem Mielec sich in der Saison 2019/20 die Meisterschaft der 1. Liga sicherte, stiegen sie in die Ekstraklasa auf.

## Vereinserfolge
- Polnischer Meister: 1973, 1976
- Polnischer Vizemeister: 1975
- Polnischer Pokalfinalist: 1976
- 1/4-Finalist UEFA Cup: 1976

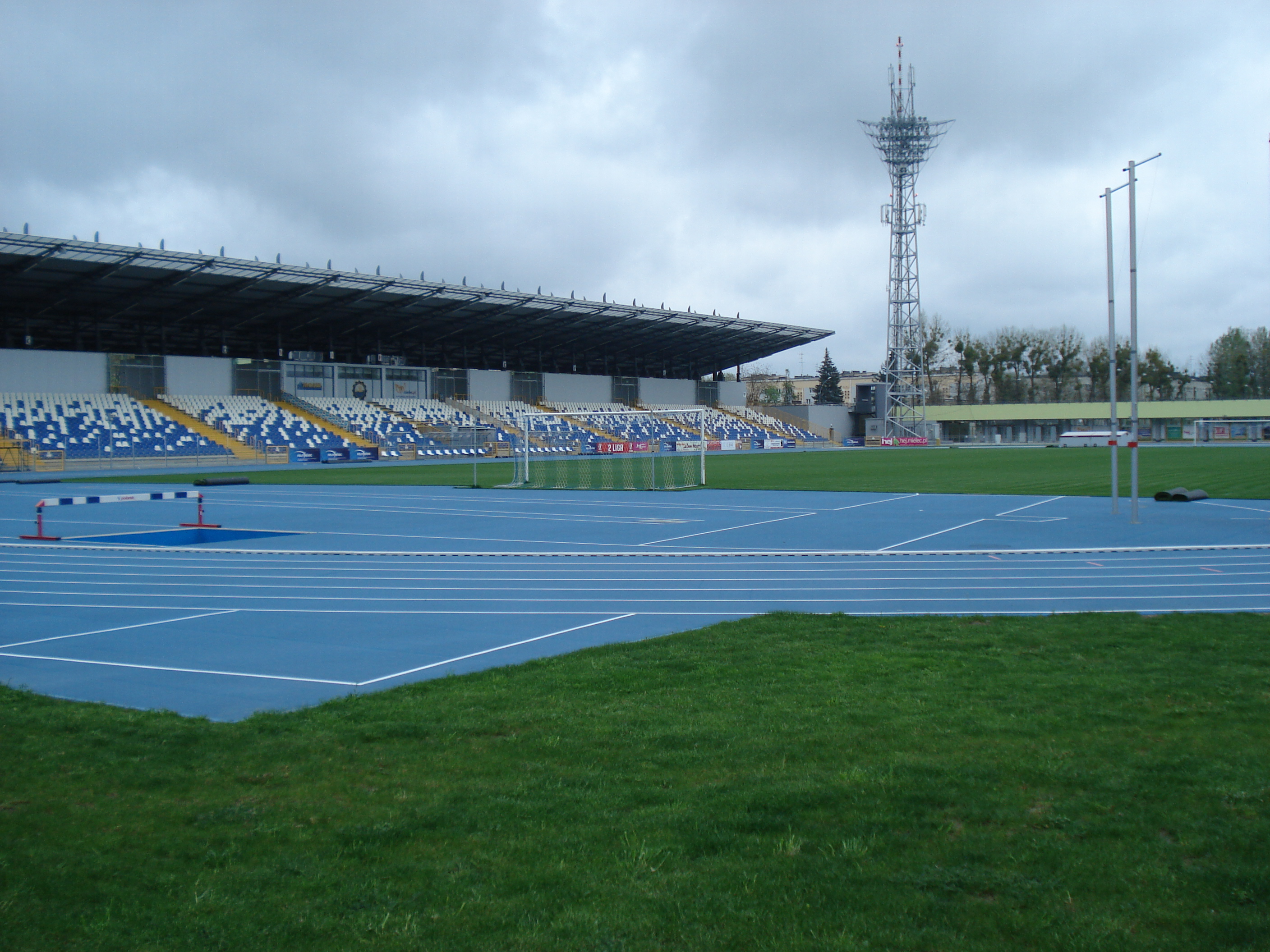
Stadion Miejski im. Grzegorza Lato

- Polnischer Meister der 1. Liga: 2020

## Namensänderungen
- 1939 – Klub Sportowy PZL Mielec
- 1945 – Robotniczy Klub Sportowy PZL Zryw Mielec
- 1948 – Związkowy Klub Sportowy Metalowców PZL Mielec
- 1949 – Związkowy Klub Sportowy Stal Mielec
- 1950 – Kolo Sportowy Stal przy Wytwórni Sprzetu Komunikacyjnego Mielec
- 1957 – Fabryczny Klub Sportowy Stal Mielec
- 1977 – Fabryczny Klub Sportowy PZL Stal Mielec
- 1995 – Autonomiczna Sekcja Piłki Nożnej FKS PZL Stal Mielec
- 1997 – Mielecki Klub Piłkarski Stal Mielec
- 1998 – Mielecki Klub Piłkarski Lobo Stal Mielec
- 1999 – Mielecki Klub Piłkarski Stal Mielec
- 2002 – Klub Sportowy Stal Mielec
- 2003 – Fabryczny Klub Sportowy Stal Mielec

## Europapokalbilanz
| Saison  | Wettbewerb                    | Runde         | Gegner                   | Gesamt          | Hin     | Rück          |
| ------- | ----------------------------- | ------------- | ------------------------ | --------------- | ------- | ------------- |
| 1973/74 | Europapokal der Landesmeister | 1. Runde      | Roter Stern Belgrad      | 1:3             | 1:2 (A) | 0:1 (H)       |
| 1975/76 | UEFA-Pokal                    | 1. Runde      | Holbæk B&I               | 3:1             | 1:0 (A) | 2:1 (H)       |
| 1975/76 | UEFA-Pokal                    | 2. Runde      | FC Carl Zeiss Jena       | 1:1 (3:2 i. E.) | 0:1 (A) | 1:0 n. V. (H) |
| 1975/76 | UEFA-Pokal                    | 3. Runde      | Internácional Bratislava | 2:1             | 0:1 (A) | 2:0 (H)       |
| 1975/76 | UEFA-Pokal                    | Viertelfinale | Hamburger SV             | 1:2             | 1:1 (A) | 0:1 (H)       |
| 1976/77 | Europapokal der Landesmeister | 1. Runde      | Real Madrid              | 1:3             | 1:2 (H) | 0:1 (A)       |
| 1979/80 | UEFA-Pokal                    | 1. Runde      | Aarhus GF                | 1:2             | 1:1 (H) | 0:1 (A)       |
| 1982/83 | UEFA-Pokal                    | 1. Runde      | KSC Lokeren              | (a)1:1(a)       | 1:1 (H) | 0:0 (A)       |

Gesamtbilanz: 16 Spiele, 4 Siege, 4 Unentschieden, 8 Niederlagen, 11:14 Tore (Tordifferenz −3)

## Bekannte Spieler
- Grzegorz Lato (1962–1980)
- Henryk Kasperczak (1965–1966)
- Zygmunt Kukla (1965–1981)
- Jan Domarski (1973–1976)
- Andrzej Szarmach (1976–1980)
- Włodzimierz Ciołek (1978–1983)
- Dariusz Kubicki (1981–1983)
- Piotr Czachowski (1985–1990)
- Adam Fedoruk (1985–1993)